# Ängslövmätare
Ängslövmätare (Scopula immutata) är en fjärilsart som beskrevs av Carl von Linné 1758. Ängslövmätare ingår i släktet Scopula och familjen mätare, Geometridae. Arten är reproducerande i Sverige. Inga underarter finns listade i Catalogue of Life.

## Bildgalleri

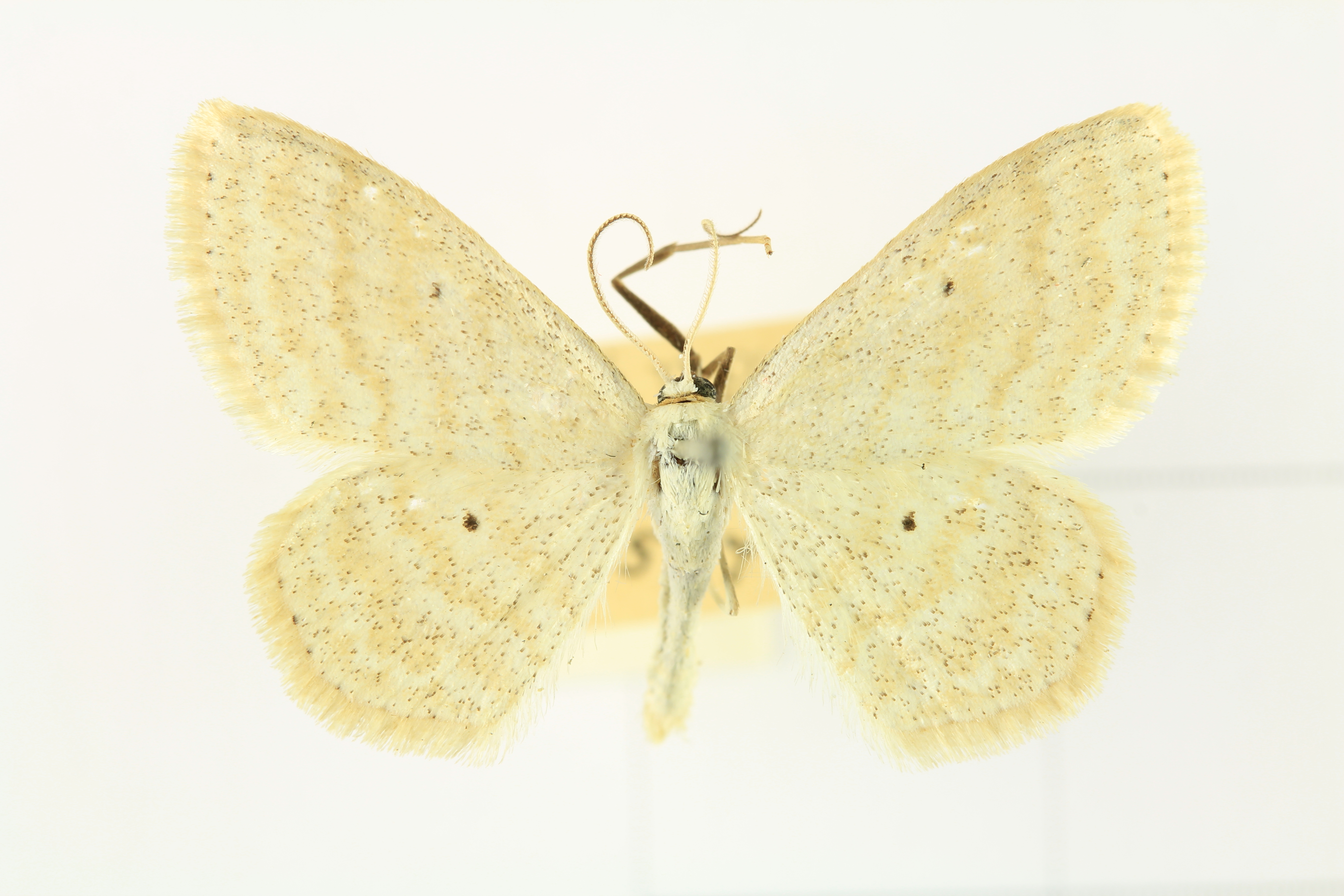
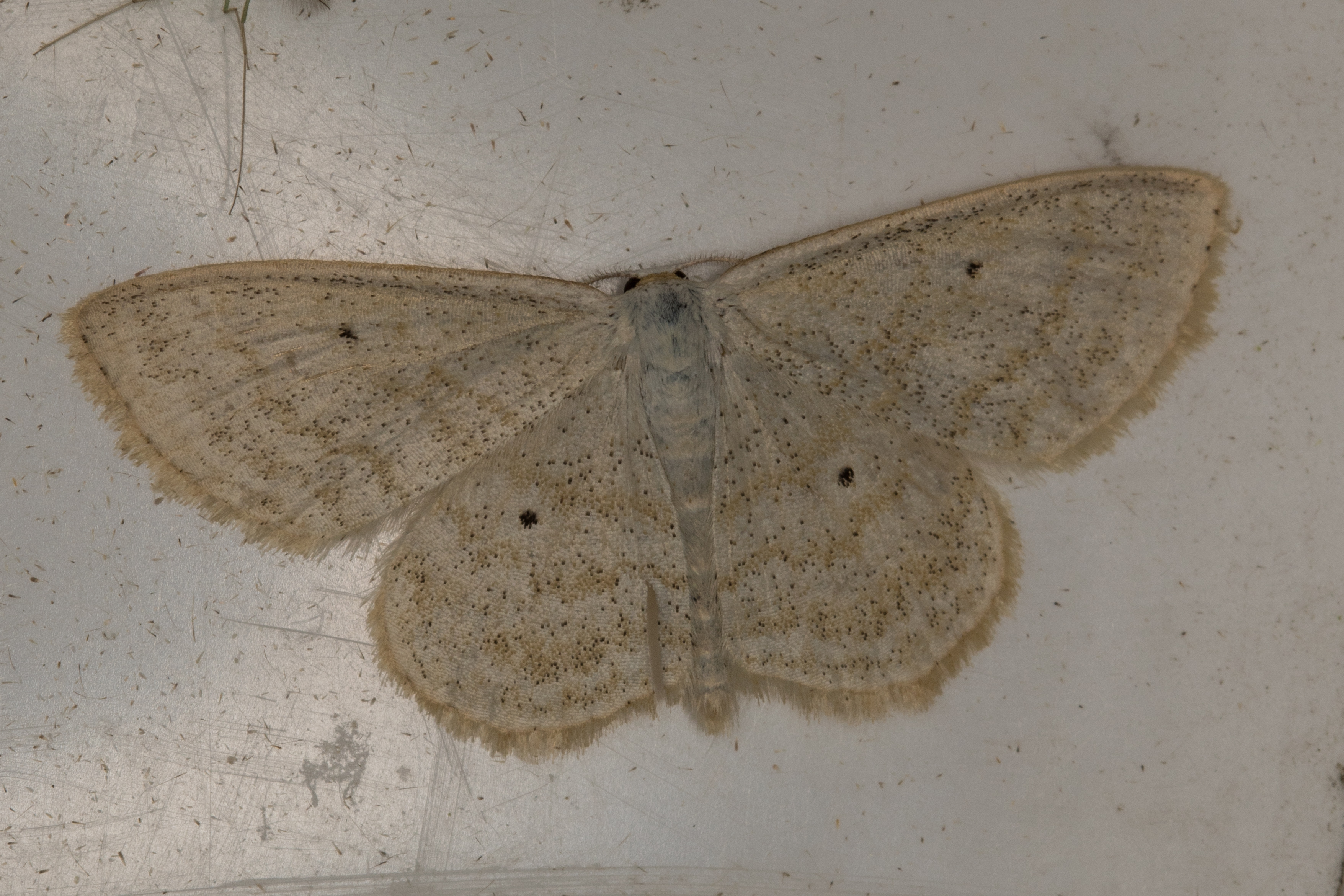
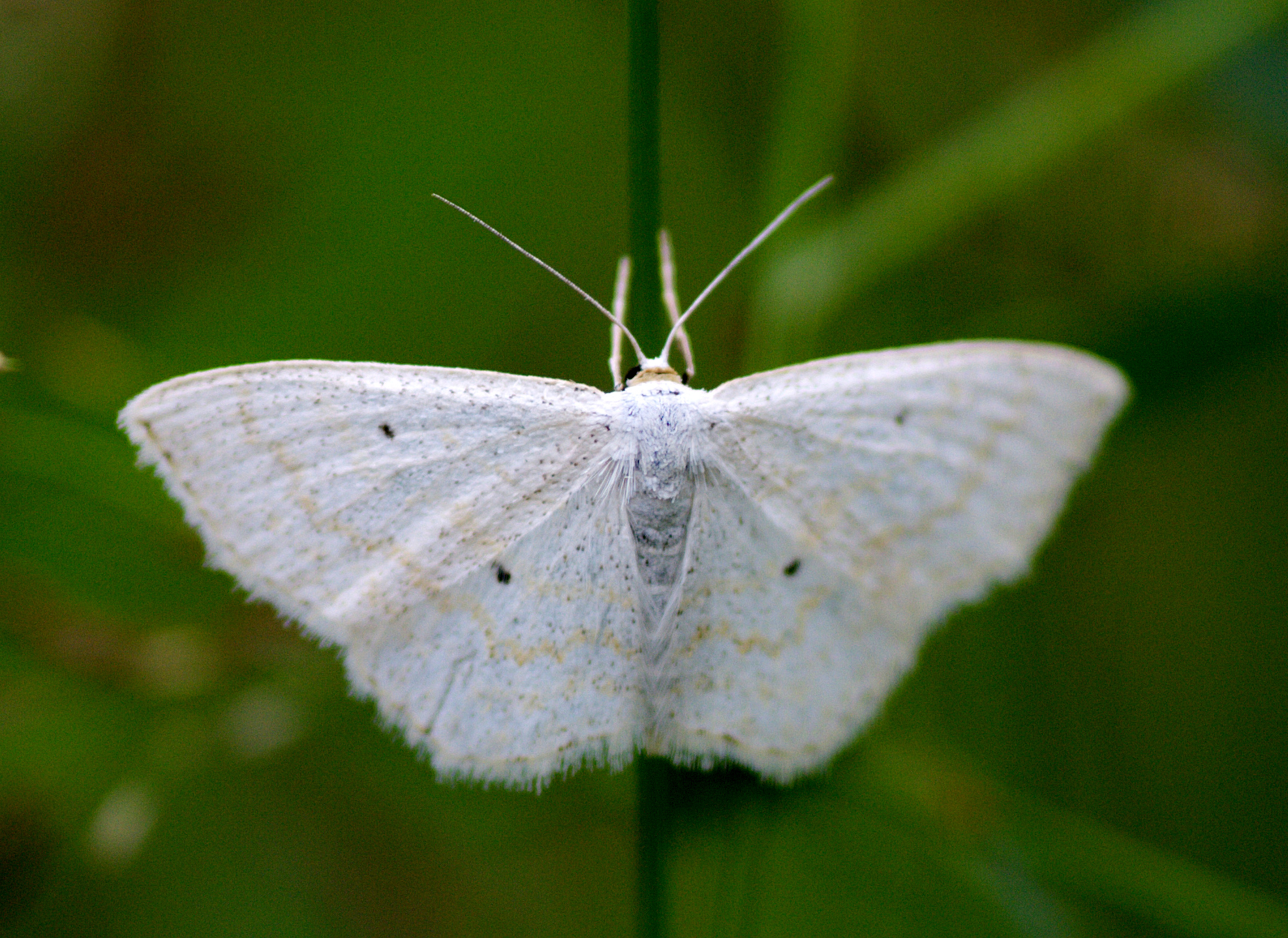